# Thinodytes caroticus
Thinodytes caroticus är en stekelart som beskrevs av Heydon 1995. Thinodytes caroticus ingår i släktet Thinodytes och familjen puppglanssteklar.
Artens utbredningsområde är Bermuda. Inga underarter finns listade i Catalogue of Life.